# Ethusa longidentata
Ethusa longidentata is een krabbensoort uit de familie van de Ethusidae. De wetenschappelijke naam van de soort is voor het eerst geldig gepubliceerd in 1997 door Chen.